# エシュルン
エシュルン（ヘブル語： יְשֻׁרוּן Yəšurūn）はヘブル語聖書におけるイスラエルの詩的表現である。一般的に直立やまっすぐを意味する語源が由来と考えられているが、見る（ שׁור, shur）という意味の言葉からの由来やイスラエルという単語の短縮形とも考えられている（יִשְׂרָאֵל Yiśrāʾēl）。

## 聖書上の記述
エシュルンはヘブル語聖書の中に4回の記述が出てくる：申命記で3回、イザヤ書で1回。イスラエルの人々（申命記32章15節、33章26節）やイスラエルの地（申命記33章5節）、もしくはイスラエルの祖であるヤコブ（創世記32章29節で天使からイスラエルと名付けられる）を指す言葉として使用される。
- しかるにエシュルンは肥え太って、足でけった。あなたは肥え太って、つややかになり、（申命記32章15節[1]）
- モーセはわれわれに律法を授けて、ヤコブの会衆の所有とさせた。 民のかしらたちが集まり、イスラエルの部族がみな集まった時、主はエシュルンのうちに王となられた。 （申命記33章4-5節[2])
- エシュルンよ、神に並ぶ者はほかにない。あなたを助けるために天に乗り、威光をもって空を通られる。（申命記 33章26節[2]）
- あなたを助ける主はこう言われる、『わがしもべヤコブよ、わたしが選んだエシュルンよ、恐れるな。（イザヤ書 44章2節[3]）

エシュルンという言葉はヘブル語の「直立（upright）」や「義（righteous）」を意味するyasharという言葉と同じ語源に関係があるとされている。民数記で出てくるyashar（yesharimの複数形）は「エシュルン」を言い換える形でイスラエルの人々を指して使われている。（民数記23章10節）ヨシュア記10章13節で引用されるヤシャルの書を「まっすぐな者の書（the Book of the Upright）」と訳しているものもある。

## 古典における解釈
ミドラーシュ（ユダヤ教聖典の古代注釈）の中でラビ・ベレキアはラビ・シモン名義の下、エシュルンをイスラエルの祖と解釈した。（Genesis Rabbah 77:1,古代の創世記注解書）同様にラビ・ベレキアはラビ・ユダ、及びラビ・シモン名義にてエシュルンが「あなた方の中で最も気高く、最も良い者」と訳した。（Genesis Rabbah 77:1）
ラビ・アハバーヤコブは大祭司（もしくはKohen Gadol）の胸当てにはヘブル語で「エシュルンの民族」という言葉が含まれていることを指摘し、そこには民族を表す「Shivtei」という単語の中に失われたヘブル文字である「tet」が入っているとしている。（「失われた」についての詳細はバビロンのタルムードYoma 73b、またExodus Rabbahの38:9を参照）
ゾーハルの中では、ラビ・ヒヤが「エシュルンは『列』や『側』を意味する『shur』を指しており、彼（ヤコブ）の民の列はこちら側とあちら側にあった」（ゾーハル1:177b）としている。
イスラエル・ベン・エリエゼルとその生徒によるハシディズムの論文の中ではエシュルンは「shir」を語源としており、意味としては歌や指輪、またメロディーの循環性などを表すとしている。例としてヤコブの子孫が歌うきたる贖いについての象徴的な旋律がある。

## 現代の解釈
宗教改革家ジャン・カルヴァンは「イスラエル民族について『まっすぐな（Upright）』という言葉を使うことで、（筆者は）彼らが清廉さから離れてしまった一方、彼らが非常に尊い存在とされていたことを思い起こさせ、皮肉を込めてあざけっているのだ。そして、同時に厳しく彼らの不信仰の罪を非難しているのでもある。」と記している。
19世紀の神学者であるチャールズ・H・ウォラーは「エシュルンは『正しい者の子（the child of the upright）』か『最愛のイスラエル（the beloved Israel）』を表す愛称だ。」と主張した。「イスラエルを指す言葉は、少し短縮するとエシュルンになる」とも彼は主張している。一方でジョセフ・ベンソンは「この単語が『見える（שׁור, shur）』という言葉から由来していると考え、神の栄光が顕されたことを示すためにその名が与えられたとする意見もある」と指摘しつつ、ベンソン自身はこの考え方を否定し、「正しいや真っすぐ、もしくは義という意味の『jashar（ישׁר）』から由来していると思われる。そして、イスラエル人は義を信仰する人々であり、また義なる律法によって裁かれていたことからエシュルンと呼ばれるのである」と主張している。

## 参考
1. ↑  “申命記(口語訳) - Wikisource”. ja.wikisource.org. 2020年11月12日閲覧。
2. 1 2  “申命記(口語訳) - Wikisource”. ja.wikisource.org. 2020年11月12日閲覧。
3. ↑  “イザヤ書(口語訳) - Wikisource”. ja.wikisource.org. 2020年11月12日閲覧。
4. ↑  e.g. Young's Literal Translation (Joshua 10:13)
5. ↑  Waller, C. H., in Ellicott's Commentary for English Readers on Deuteronomy 32, accessed 16 January 2016
6. ↑  Benson, J., Commentary on the Old and New Testaments with Critical, Explanatory, And Practical Notes on Deuteronomy 33, accessed 16 January 2016